# Igreja de São Sebastião (Planaltina)
A Igreja de São Sebastião  é uma igreja católica brasileira, situada em Planaltina, no Distrito Federal. É a igreja mais antiga do Distrito Federal e faz parte da Arquidiocese de Brasília.
A igreja foi tombada como patrimônio histórico e artístico em nível distrital, junto da Praça de São Sebastião de Mestre D'Armas, onde fica a igreja, no Setor Tradicional de Planaltina.

## História
Ainda durante o Brasil Colónia, em 1810, foi erguida, a mando das famílias Gomes Rabelo e Carlos de Alarcão, que doaram terras para a Diocese de Goiás em cumprimento de uma promessa feita para acabar uma peste que assolava a região. Por volta de 1881 (não existem documentos precisos sobre a data correta) a capela de taipa foi expandida para uma capela maior, ao formato da que conhecemos hoje. Isso faz dela a mais antiga no território da capital federal, cuja primeira expedição para implantação, a Missão Cruls, só chegaria dois anos depois.
Em 19 de agosto de 1982, a igreja foi tombada como patrimônio histórico e artístico do Distrito Federal pelo Decreto 6940.

Foi restaurada em 2013, junto com o Museu Artístico e Histórico de Planaltina, localizado também no Setor Tradicional.
|                     |  |  |
| Interior da igreja. |  |  |

## Arquitetura
A igreja tem arquitetura clássica do século XVIII. A igreja conta com uma porta principal e duas laterais, piso de tijolo e balaústres recortados, sem paredes, dividida apenas por dois pilares de madeira de cada lado. Suas paredes são de tijolos de barro.

A igreja possui três imagens de gesso: de Cristo, da Virgem Maria e do santo padroeiro, São Sebastião.